# Tanaka Paulo Junichi
Paulo Junichi Tanaka (田中 パウロ 淳一 Tanaka Paulo Junichi, sinh ngày 23 tháng 10 năm 1993) là một cầu thủ bóng đá người Nhật Bản thi đấu cho FC Gifu.
Bố anh là người Nhật Bản đến từ Hyogo, trong khi mẹ anh là người Philippines đến từ Cotabato.

## Thống kê câu lạc bộ
Cập nhật đến ngày 23 tháng 2 năm 2018.
| Thành tích câu lạc bộ | Thành tích câu lạc bộ | Thành tích câu lạc bộ | Giải vô địch | Giải vô địch | Cúp                   | Cúp                   | Cúp Liên đoàn | Cúp Liên đoàn | Tổng cộng | Tổng cộng |
| Mùa giải              | Câu lạc bộ            | Giải vô địch          | Số trận      | Bàn thắng    | Số trận               | Bàn thắng             | Số trận       | Bàn thắng     | Số trận   | Bàn thắng |
| Nhật Bản              | Nhật Bản              | Nhật Bản              | Giải vô địch | Giải vô địch | Cúp Hoàng đế Nhật Bản | Cúp Hoàng đế Nhật Bản | J. League Cup | J. League Cup | Tổng cộng | Tổng cộng |
| --------------------- | --------------------- | --------------------- | ------------ | ------------ | --------------------- | --------------------- | ------------- | ------------- | --------- | --------- |
| 2012                  | Kawasaki Frontale     | J1 League             | 3            | 0            | 0                     | 0                     | 0             | 0             | 3         | 0         |
| 2013                  | Kawasaki Frontale     | J1 League             | 0            | 0            | –                     | –                     | 0             | 0             | 0         | 0         |
| 2014                  | Zweigen Kanazawa      | J3 League             | 24           | 2            | 2                     | 0                     | –             | –             | 26        | 2         |
| 2015                  | Zweigen Kanazawa      | J2 League             | 25           | 0            | 2                     | 1                     | –             | –             | 27        | 1         |
| 2016                  | FC Gifu               | J2 League             | 20           | 0            | 1                     | 0                     | –             | –             | 21        | 0         |
| 2017                  | FC Gifu               | J2 League             | 36           | 5            | 0                     | 0                     | –             | –             | 36        | 5         |
| Tổng                  | Tổng                  | Tổng                  | 108          | 7            | 5                     | 1                     | 0             | 0             | 113       | 8         |